# Pergalumna passimpunctata
Pergalumna passimpunctata är en kvalsterart som beskrevs av Balogh och Sandór Mahunka 1969. Pergalumna passimpunctata ingår i släktet Pergalumna och familjen Galumnidae. Inga underarter finns listade i Catalogue of Life.